# Poblado ibérico de la Seña

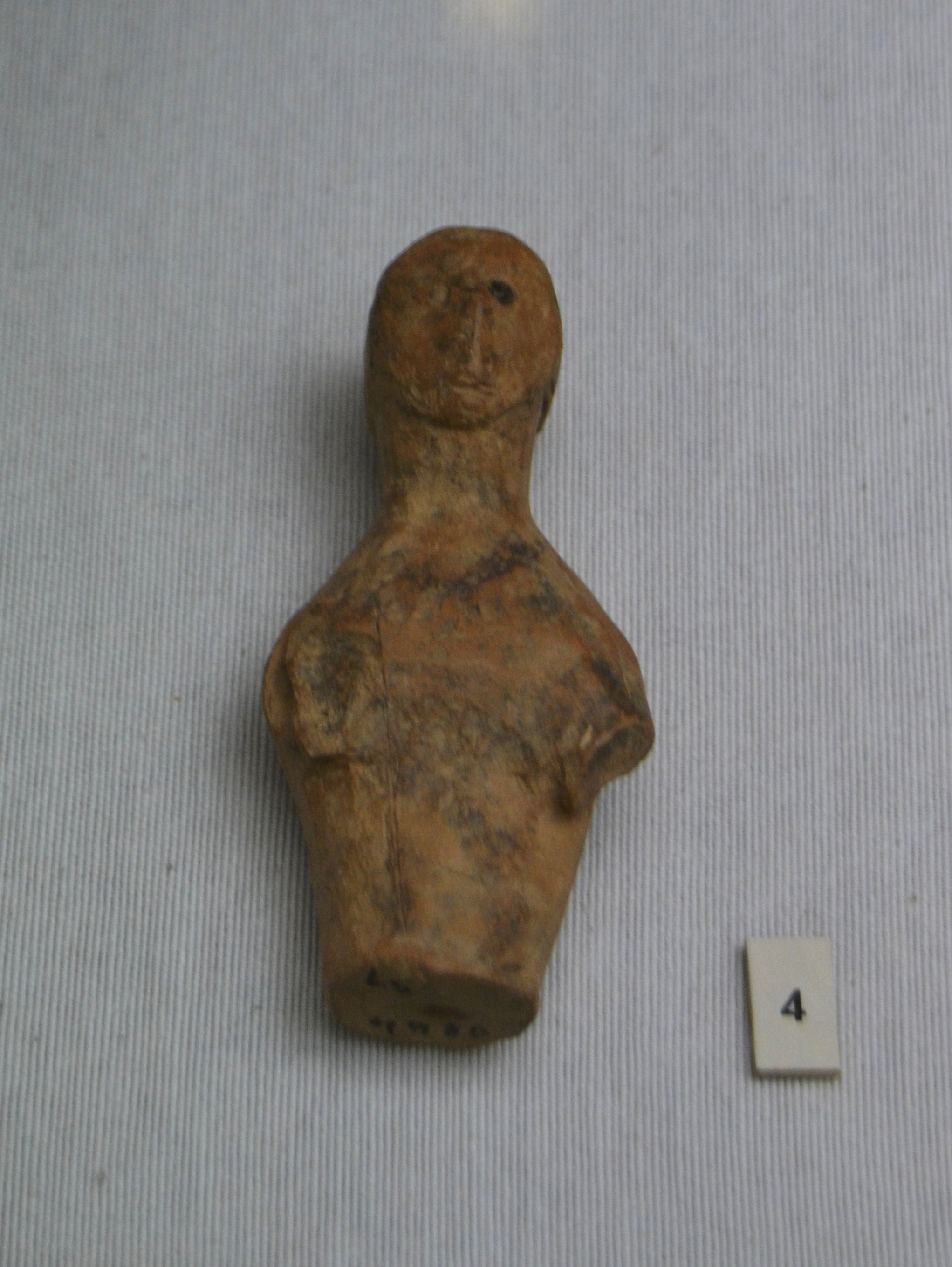
Figurita femenina de terracota encontrada en el poblado ibérico de La Seña. Museo de Prehistoria de Valencia

El Poblado ibérico de La Seña es un yacimiento arqueológico de época ibérica situado en el término municipal de Villar del Arzobispo (Valencia), en la comarca de Los Serranos.
Es bien de interés cultural con anotación ministerial R-I-51-0012119 de fecha 11 de febrero de 2008.

## Emplazamiento
Se encuentra en un llano junto a la rambla de la Seña o de la Aceña. Se trata de un emplazamiento que ha estado dedicado a usos agrícolas desde tiempos muy remotos, como demuestra la existencia del yacimiento y el propio topónimo aceña, que deriva del árabe hispánico assánya y hace referencia a la probable existencia de una noria hidráulica en la zona.

## Descripción
El recinto amurallado ocupa unos 8000 m². Conserva su muralla perimetral, en muy buen estado a pesar de estar en una zona de uso tradicionalmente agrícola. Es una construcción de doble paramento de unos 80 cm de anchura en la que se apoyan las construcciones interiores. Se asienta directamente sobre el terreno natural y no se documenta trinchera de fundación ni preparación alguna de asiento. Está construida con mampuestos paralelepipédicos trabados con tierra y colocados regularmente, manteniendo cada hilera horizontal. 

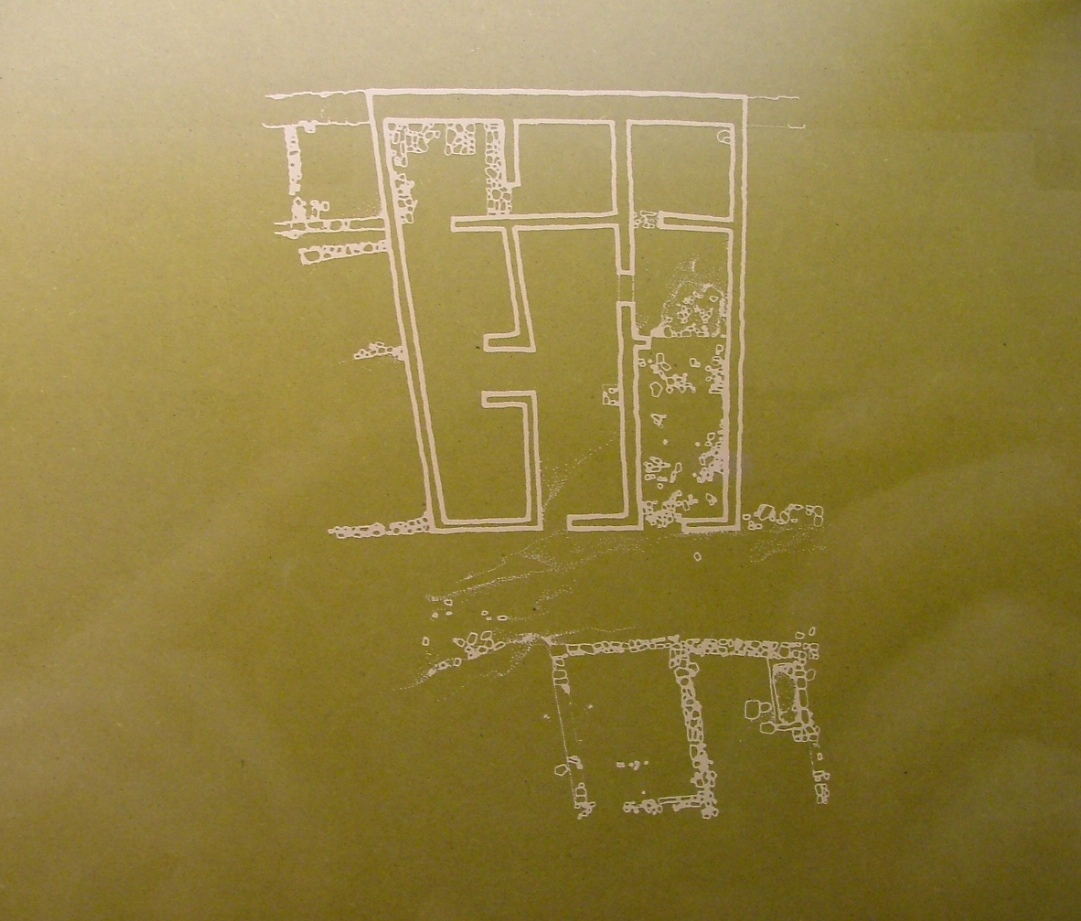
Plano del poblado ibérico La Seña (Villar del Arzobispo, Valencia). Museo de Prehistoria de Valencia

Al igual que en otros poblados ibéricos, la muralla se compondría de un zócalo de piedras sobre el cual asentaría un alzado de adobes. La altura conservada (aproximadamente 1,10 m) corresponde casi en su totalidad a ese zócalo. En la cara interna de su tramo noroeste, la muralla está compuesta por un lienzo de mampuestos de un metro de altura, dispuestos en doble paramento y en su cara interior se adosa otro lienzo, de 30 cm de anchura, formado por un basamento de piedra y un alzado de adobes. De la etapa del Ibérico Pleno (siglos IV a. C.-II a. C.) hay evidencias de una posible gran puerta de acceso, ya que en el extremo oriental del lienzo norte hay una zona donde se acumula gran cantidad de derrumbe (piedras de tamaño mediano y grande procedentes de la muralla) y un ángulo con grandes piedras que podrían haber pertenecido a un acceso del poblado. El recinto no presenta torres adosadas para su defensa, aunque la destrucción de un tramo para la construcción de la carretera CV-396 ha impedido la confirmación de esta característica.

## Historia

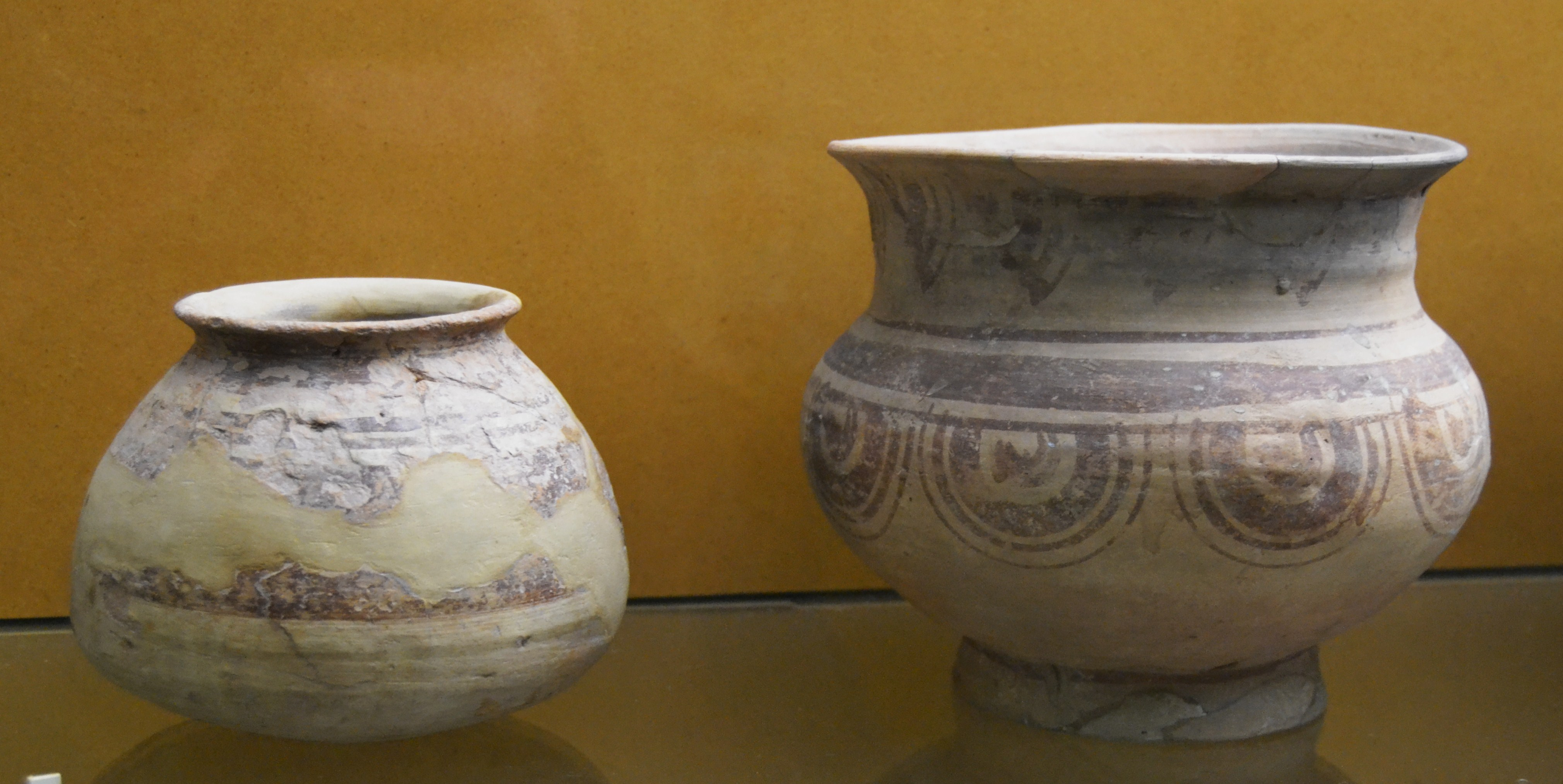
Cerámica ibérica, siglos IV-II a. C., La Seña (Villar del Arzobispo, Valencia). Museo de Prehistoria de Valencia

El poblado fue fundado a finales del siglo VI a. C. y fue destruido a mediados del siglo II a. C.

## Historia de la investigación
Las primeras referencias a los restos arqueológicos de La Seña aparecen en La antigua civilización ibérica en el reino de Valencia (1918), de Francesc Almarche i Vázquez, aunque en ella existe cierta confusión con el cercano yacimiento de La Torre, de época romana. Fue Domingo Fletcher quien, en los años 40, delimitó y afianzó la identificación del yacimiento como ibérico. No obstante, las excavaciones arqueológicas no se iniciarían hasta 1985, a petición del Servicio de Investigación Prehistórica de Valencia, ante la destrucción que estaba sufriendo por los trabajos agrícolas, que llegaron a afectar hasta 70 cm de profundidad. Entre 1985 y 1989 Helena Bonet dirigió cinco campañas de excavación consecutivas que sacaron a la luz los niveles pertenecientes a las dos fases de ocupación del asentamiento, el Ibérico Pleno y el Ibérico Antiguo.

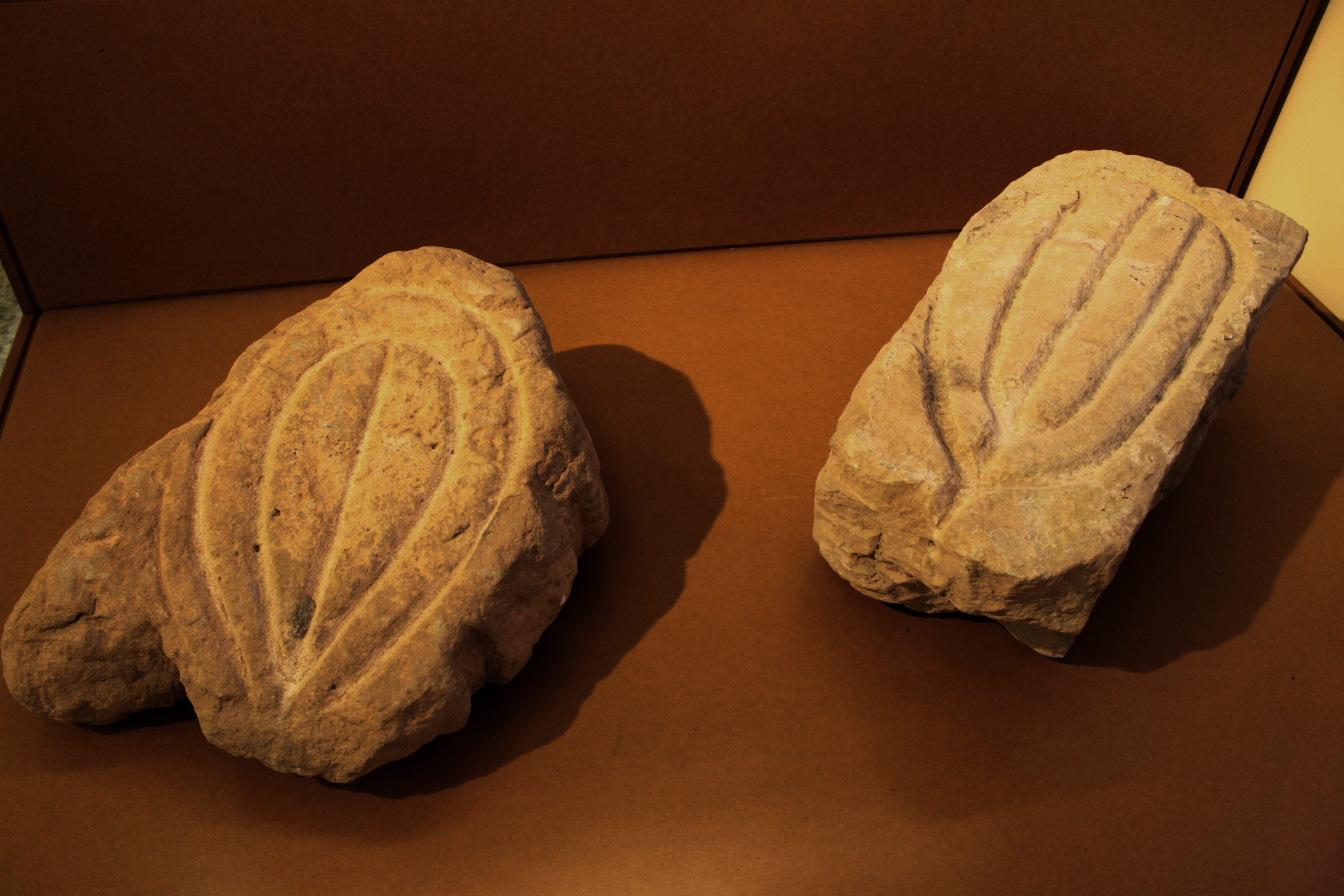
Aras de prensa de aceite de La Seña (Villar del Arzobispo, Valencia). Museo de Prehistoria de Valencia

Durante esos años, la transformación de los campos colindantes de secano a regadío y la ampliación de un camino rural afectaron muy negativamente al ya de por sí mal estado de conservación del yacimiento, especialmente de la muralla. Por ello, en 1990 se solicitó a la Dirección General de Patrimonio Cultural de la Generalidad Valenciana la autorización para realizar trabajos de mantenimiento y consolidación, que se llevaron a cabo entre 1990 y 1992. 
En 2006, con motivo de las obras de remodelación de la carretera CV-35 en el tramo Casinos (Valencia) - Losa del Obispo, se acordó delimitar y señalizar el yacimiento para evitar su deterioro. Sin embargo, los trabajos con maquinaria pesada acabaron afectando la parte norte del asentamiento, por lo que en 2008 se realizó una nueva intervención arqueológica para documentar las nuevas estructuras y evaluar los daños. De manera paralela se inició el proceso administrativo para declarar el yacimiento Bien de Interés Cultural, que fue aceptado de oficialmente en 2008.
Actualmente forma parte de la Ruta dels Ibers de València del Museo de Prehistoria de Valencia y de la Huella del Hombre de Villar del Arzobispo, y cuenta con un panel explicativo para la visita. 